# 日本製鉄紀尾井ホール
日本製鉄紀尾井ホール（にっぽんせいてつきおいホール、NIPPON STEEL Kioi Hall）は、東京都千代田区紀尾井町に所在するコンサートホールである。1995年4月2日に新日本製鐵の創立20周年の記念事業として「紀尾井ホール」を開館した。2025年4月に名称を日本製鉄紀尾井ホールに変更した。
日本製鉄株式会社が所有し、公益財団法人日本製鉄文化財団が賃貸業務、設備保守業務、公演制作業務、音楽文化貢献事業全般を担う。

## 施設
施設全体は「日本製鉄紀尾井ホール」として総称される。
施設内には、客席数800席のクラシック専用ホールである日本製鉄紀尾井ホールと、250席の邦楽専用ホールである日本製鉄紀尾井小ホールの2つのコンサートホールを擁している。建築は山下設計、音響は永田音響設計がそれぞれ設計した。日本製鉄紀尾井ホールはとくに室内楽及び室内オーケストラのためのホールとして構想された。ホールの開館と同時にレジデントオーケストラとして紀尾井シンフォニエッタ東京を設置し、2017年にこれを紀尾井ホール室内管弦楽団と改称している。優良ホール100選に認定されている。

### 日本製鉄紀尾井ホール（800席）
シューボックス形式で、舞台間口と天井高はほぼ1:1である。舞台下の構造は根太組みで、空間は同じ根太組み構造の客席につながる。天井は剛性のある硬い強化ファイバーコンクリート製で、間接音の一時反射はヒトの聴覚でエコーと認識しない速度となり、緊密な響きを生んでいる。、中音域／満席時は残響時間1.8秒となっている。舞台袖の設備は、設計時から宮崎隆男の助言により、演奏者が使いやすい構造を目指した。舞台裏に楽器用棚が、日本で初めて設置された。日本では3番目、東京では2番目にホール付きのステージマネージャーを配したホールである。
主催公演などを独自に日本製鉄文化財団が企画している。紀尾井ホール室内管弦楽団（旧称：紀尾井シンフォニエッタ東京）定期演奏会、国内の有望な若手演奏家を取り上げる「紀尾井 明日への扉」、実力派の弦楽四重奏団を紹介する＜クァルテットの饗宴＞、様々な楽器のリサイタルなど多岐にわたる。

### 日本製鉄紀尾井小ホール（250席）
ホール建物の5階に位置するワンボックス形式のホールで、客席はワンスロープ式を採用。東京都内はじめ国内でも数少ない邦楽専用ホールである。中音域・満席時で残響時間0.8秒という比較的短い残響時間により、三味線や箏など邦楽器や浄瑠璃や唄に適した明瞭な音響を特徴とする。邦楽の演奏家の便宜を第一に考え、楽屋エリアから舞台まで土足厳禁とし、３室の楽屋はすべて和室で、邦楽公演に必要不可欠な、屏風（金・銀・鷲子（とりのこ））、山台、毛氈（紺・緋）や、日本舞踊公演に必要な所作台、緞帳などを備えている。
ロビー・ホワイエから、青山のビル群、赤坂御用地、迎賓館、新国立競技場を始め、富士山を望む。